# Xã Red River, Quận Little River, Arkansas
Xã Red River (tiếng Anh: Red River Township) là một xã thuộc quận Little River, tiểu bang Arkansas, Hoa Kỳ. Năm 2010, dân số của xã này là 550 người.